# Gotthelf Bergsträsser
Gotthelf Bergsträsser est l'un des plus célèbres orientalistes allemand du XXe siècle. Il est né le 5 avril 1886 à Oberlosa et mort le 16 août 1933 à Berchtesgaden.

## Formation et carrière
Fils d'un prêtre, il étudie la philosophie, la linguistique et la philologie classique et sémitique à Leipzig. Il commença sa carrière comme enseignant en langues classiques avant de se consacrer aux études orientales.
En 1912 il devient privatdozent (maître de conférence) en langues sémitiques à l'université de Leipzig. En 1915 il devient professeur titulaire à Istanbul où il stationnait en tant qu'officier de l'armée allemande. De 1914 à 1918 il étudie les dialectes arabes et araméens de Syrie et de Palestine, visitant notamment le village de Maaloula.
En 1919 il devient professeur non titulaire à Berlin et professeur titulaire à Königsberg, puis à Breslau en 1922, à Heidelberg en 1923, et, finalement, à Munich en 1926. Il y devient Ordinarius (professeur titulaire de chaire) en philologie sémitique et en islamologie.
Il perdit la vie en 1933, lors d'une randonnée sur le mont Watzmann. Il était radicalement opposé au national-socialisme et aida des universitaires juifs allemands. À sa mort il laissa de nombreuses œuvres inachevées, notamment la continuation de Geschichte des Qorans, initialement entamée par Theodor Nöldeke et remise à jour par Friedrich Schwally.
Il élabora une collection de 450 micro-films d'anciens documents relatifs au monde de l'Islam, qui fut complétée par Otto Pretzl. On crut cette collection perdue lors de bombardement le 24 avril 1945 jusqu'à ce que l'orientaliste Anton Spitaler la remette à l'islamologue Angelika Neuwirth dans les années 90. Ces archives sont désormais au cœur d'un projet de l'Université libre de Berlin intitulé Corpus Coranicum.

## Apport scientifique
Beaucoup de ses travaux sont encore utilisés aujourd'hui dans l'islamologie et la philologie sémitique. Son Einführung in die Semitischen Sprachen (Introduction aux langues sémitiques) est aujourd'hui encore un ouvrage de référence international. Sa réédition du Hebraischen und aramäischen Wörterbuchs über das alte Testament (Lexique d'hébreu et d'araméen pour l'Ancien Testament) et ses travaux sur la grammaire hébraïque de Wilhelm Gesenius gardent toute leur importance.
Manfred Kropp, de l'université de Mayence, lors d'une leçon au Collège de France, a salué chez lui la seule tentative d'établir une édition philologico-critique du Coran, malheureusement interrompue.

## Publications
- Die Negationen im Kur'an. 1911
- Hunain ibn Ishaq und seine Schule. Sprach- und literaturgeschichtliche Untersuchungen zu den arabischen Hippokrates- und Galen-Übersetzungen. 1913
- Verneinungs- und Fragepartikeln und Verwandtes im Kur'an. Leipzig, 1914; 1968
- Sprachatlas von Syrien und Palästina. 1915
- Märchen und andere Texte aus Malula in deutscher Übersetzung. 1915
- Neue meteorologische Fragmente des Theophrast. Arabisch und deutsch. 1918/9
- Zum arabischen Dialekt von Damaskus. Phonetik und Prosatexte. 1924
- Hunain ibn Ishaq. Übersetzung der syrischen und arababischen Galen-Übersetzungen. 1925
- Einführung in die semitischen Sprachen. Sprachproben und Grammatische Skizzen. 1928; 1963   (ISBN 3-19-005024-4)
- Plan eines Apparatus Criticus zum Koran. München 1930
- Die Geschichte des Korantexts zusammen mit O. Pretzl in Theodor Nöldeke, Geschichte des Qorans. Leipzig 1938; 1961
- Nichtkanonische Koranlesarten im Muhtasab des ibn Ginni. München 1933
- Phonogramme im neuaramäischen Dialekt von Malula. 1933
- Grundzüge des islamischen Rechts. Bearbeitet und hrsg. von Joseph Schacht. 19
- "Neue Quellen zum Koran", Forschungen und Fortschritte, 20 février 1933.